# Roermond
Roermond este o comună și o localitate în provincia Limburg, Țările de Jos.

## Istoric
Orașul a fost membru al alianței politice, militare și economice al Ligii Hanseatice originare (1267 - 1862).

## Localități componente
Roermond, Maasniel, Leeuwen, Asenray, Herten, Merum, Ool, Swalmen, Boukoul, Asselt

## Galerie de imagini

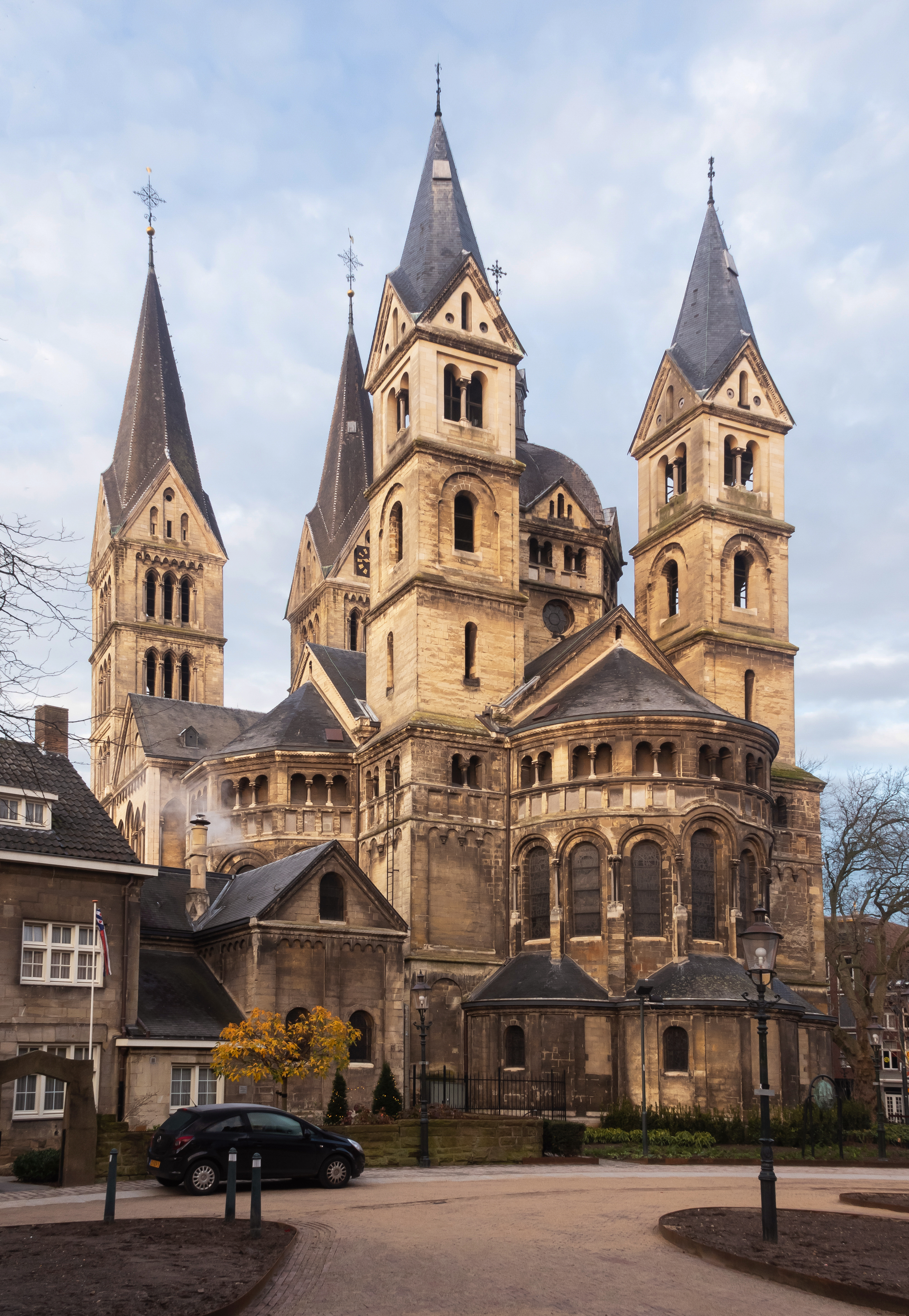
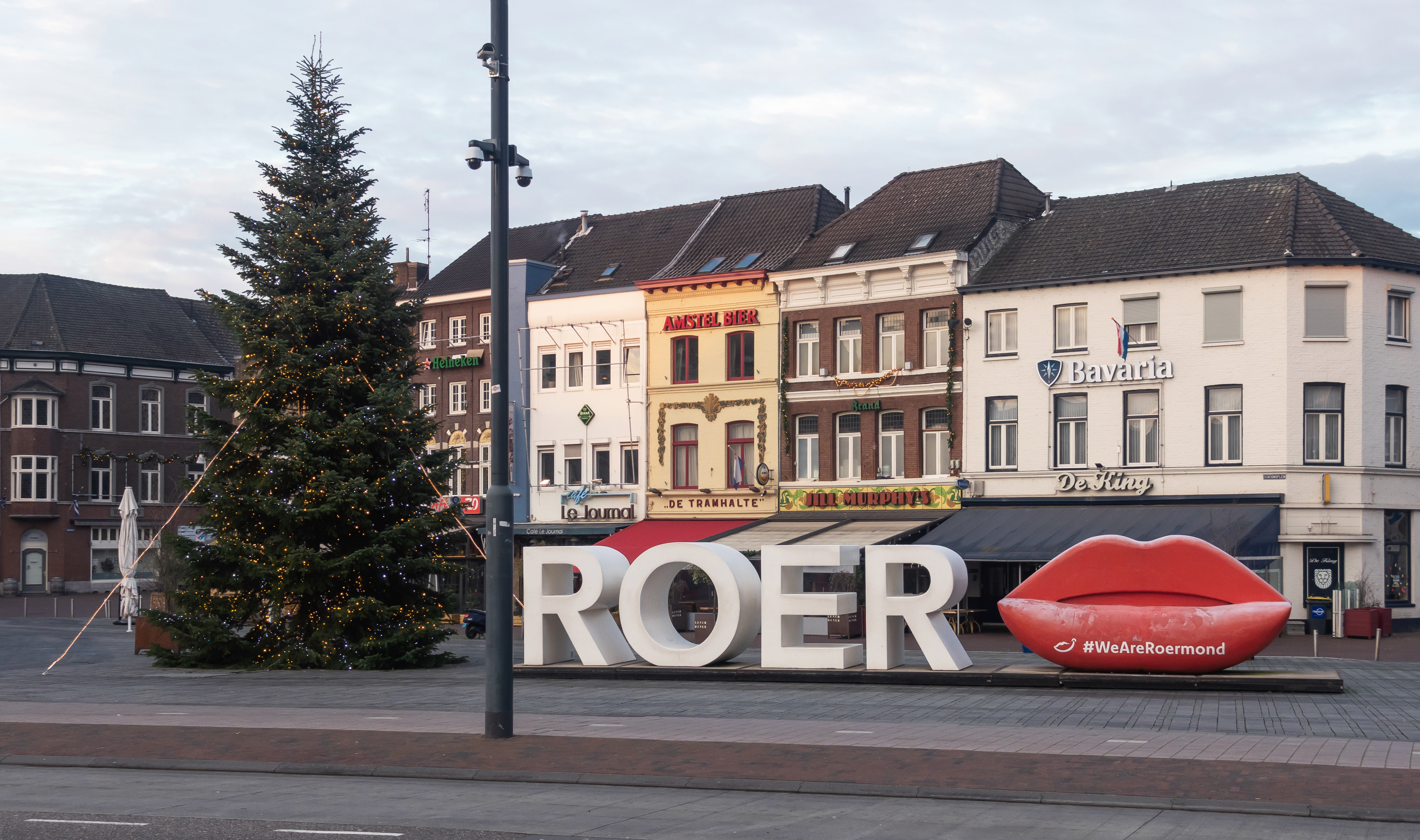
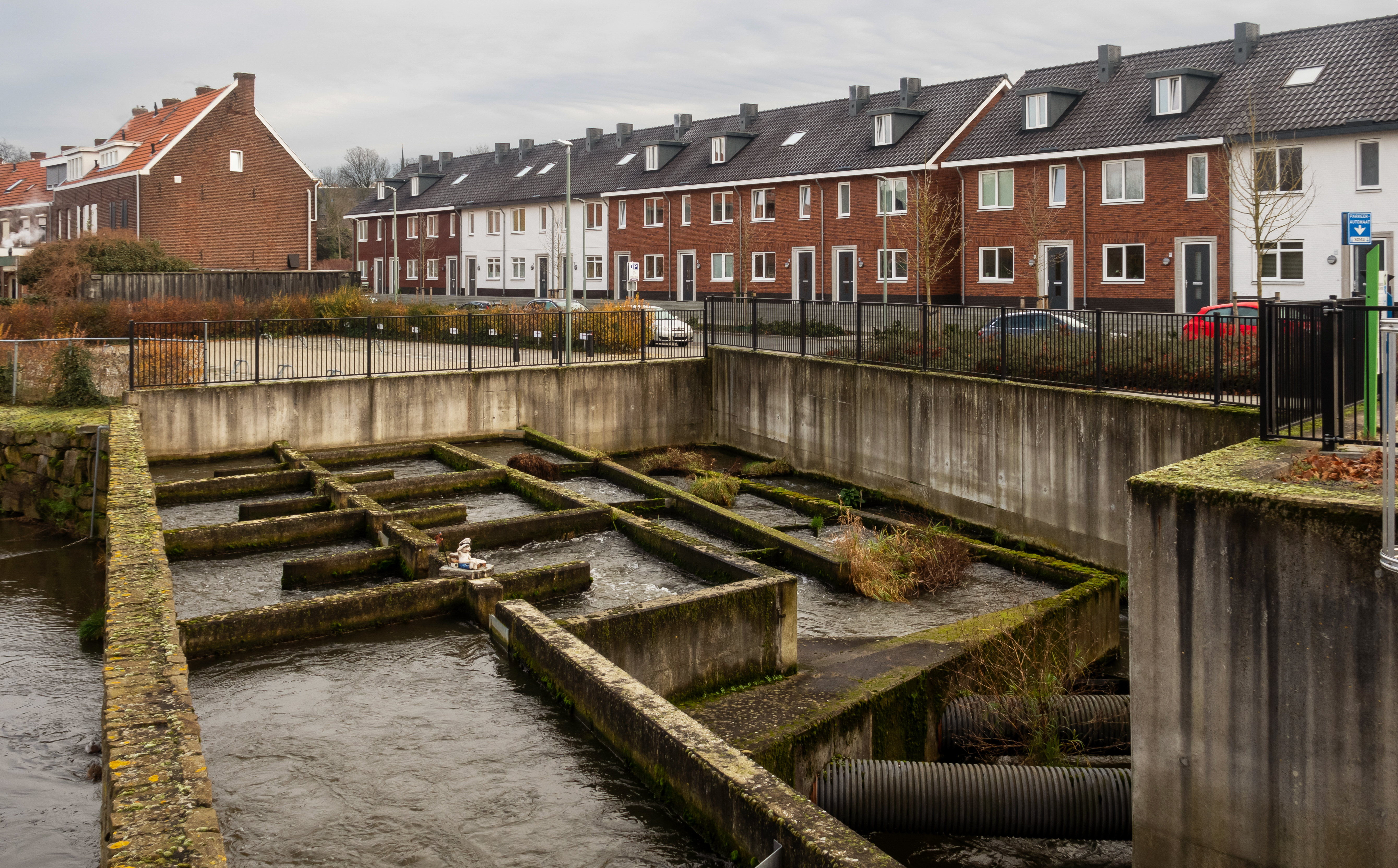
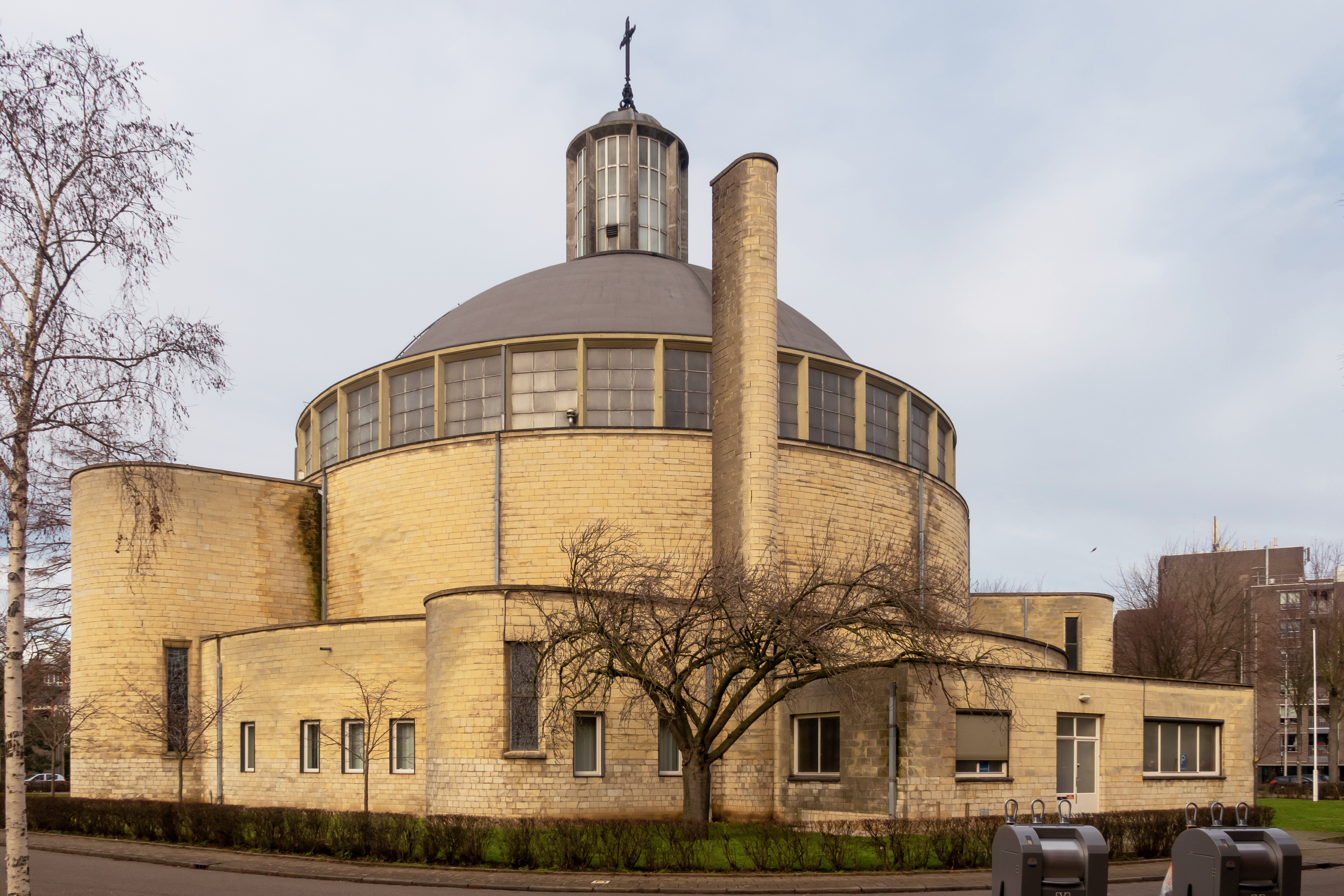